# Svadhyaya
Svadhyaya (IAST: svādhyāya, Devanagari: स्वाध्याय) is een religieus of spiritueel filosofisch concept voor zelfbeschouwing, zelfstudie en de studie van spirituele geschriften. Svadhyaya wordt onder andere beschreven in de Mahabharata (of Bharata), een omvangrijk religieus en filosofisch epos uit India, dat samen met de Ramayana een belangrijke culturele hoeksteen van het hindoeïsme vormt.
Een eerste stap is een gedegen en grondige (intellectuele) studie van de Vedas en andere religieuze teksten (o.a. Yoga-literatuur), wat behoort tot de 'uiterlijke hulpmiddelen'. De volgende stap is voortdurend diep nadenken over wat is bestudeerd. Daardoor komt waarachtige kennis van binnenuit (sva). Mantra's zijn een grote hulp om een 'eenpuntig gerichte staat van verzinking' tot stand te brengen, zoals Gayatri en Pranava (Aum) of 'de Mantra van zijn iṣṭa-devatā' (persoonlijke godheid).
Svadhyaya is verder door Patanjali beschreven in de Yogasoetra's (II, 32), als een van de vijf delen van Niyama. Het wordt als volgt beschreven:

II.44 Svādhyāya brengt je in contact met je persoonlijke godheid (iṣṭa-devatā).